# Saint-Quentin-en-Tourmont
Saint-Quentin-en-Tourmont är en kommun i departementet Somme i regionen Hauts-de-France i norra Frankrike. Kommunen ligger i kantonen Rue som tillhör arrondissementet Abbeville. År 2022 hade Saint-Quentin-en-Tourmont 295 invånare.

## Befolkningsutveckling
Antalet invånare i kommunen Saint-Quentin-en-Tourmont
| Referens: INSEE |